# Сисакян (лунный кратер)
Кратер Сисакян (лат. Sisakyan) — крупный ударный кратер в северном полушарии обратной стороны Луны. Название присвоено в честь советского биохимика Норайра Мартиросовича Сисакяна (1907—1966) и утверждено Международным астрономическим союзом в 1970 г. 

## Описание кратера

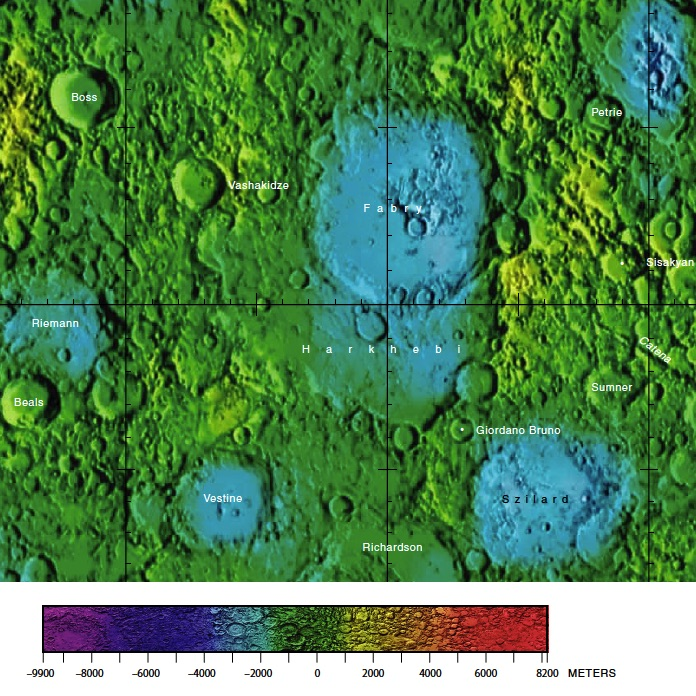
Окрестности кратера Сисакян. Фрагмент карты обратной стороны Луны.

Ближайшими соседями кратера являются кратер Харкеби на западе; кратер Фабри на западе-северо-западе; кратер Петри на севере; кратер Райе на северо-востоке; кратер Сомнер на юге и кратер Джордано Бруно на юго-западе. На юге от кратера расположена цепочка кратеров Сомнера.Селенографические координаты центра кратера 41°04′ с. ш. 109°08′ в. д. / 41,07° с. ш. 109,13° в. д., диаметр 35,6 км, глубина 2,1 км.
Кратер Сисакян имеет полигональную форму и значительно разрушен. Вал сглажен и отмечен множеством кратеров различного размера, наибольший из них перекрывает западную часть вала. Дно чаши пересеченное, без приметных структур.

## Сателлитные кратеры

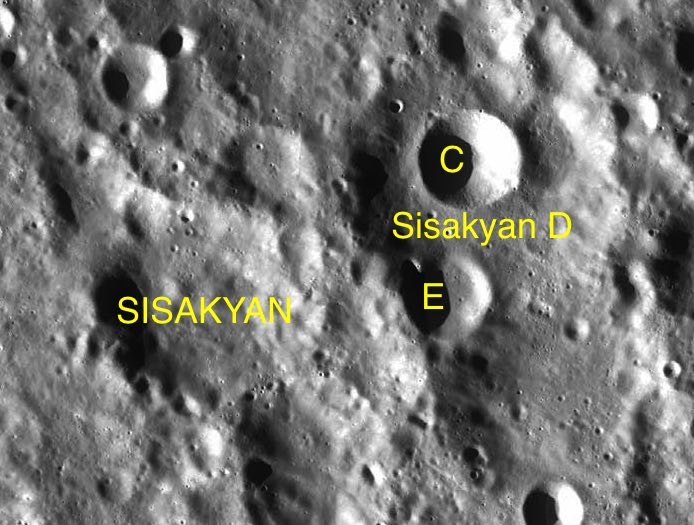
Фрагмент карты LAC-30.

| Сисакян | Координаты                                              | Диаметр, км |
| ------- | ------------------------------------------------------- | ----------- |
| C       | 41°59′ с. ш. 111°03′ в. д. / 41,98° с. ш. 111,05° в. д. | 17,5        |
| D       | 41°53′ с. ш. 111°10′ в. д. / 41,89° с. ш. 111,17° в. д. | 48,1        |
| E       | 41°13′ с. ш. 110°56′ в. д. / 41,22° с. ш. 110,94° в. д. | 14,9        |